# 日立電鉄
日立電鉄株式会社（ひたちでんてつ、英: HITACHI DENTETSU CO.,LTD）は、2005年3月31日まで茨城県において鉄道事業を行っていた日立製作所傘下の企業。
鉄道事業廃止後は、公式ホームページによると事業内容を鉄道清算事業としており、また事業持株会社として日立電鉄交通サービスなどを傘下においていたが、2009年3月付けで法人解散した。現在は清算され、完全消滅している。

## 歴史
- 1927年（昭和2年）7月30日 常北電気鉄道株式会社として設立[2]（登記簿上は8月12日）。
- 1941年（昭和16年） 日立製作所の資本傘下となる。
- 1944年（昭和19年）7月31日 日立製作所傘下のバス会社と合併して日立電鉄株式会社に改称。
  - 戦時下の陸運統制令に基づく統制案では、当初茨城県下は常総地区・鹿行（ろっこう）地区・常北地区の3ブロックとされ、それぞれ常総鉄道・鹿島参宮鉄道・水浜電車が統合主体となることになっていた。常北電気鉄道は元々水浜電車と同じ竹内権兵衛[3]が興した企業だったが、戦時統合時までに日立製作所の傘下企業となっており、日立製作所側の意向もあって統合ブロックが4ブロックに変更された。
- 1970年（昭和45年） 日立産業文化会館（茨城県日立市桜川町）の地下1階、地上1、2階にショッピングセンター電鉄プラザ（後の多賀店）を開店。地下1階は食料品売り場、地上1、2階は衣料品などの専門店。
- 1974年（昭和49年） 茨城県勝田市（現在のひたちなか市）稲田にファミリーレストランファランドールを開店。
- 1975年（昭和50年）4月 株式会社電鉄プラザを設立し、電鉄プラザ、ファランドールの経営を同社に移管。
- 1992年（平成4年） 電鉄プラザが多賀店の2階に宮脇書店日立多賀店を開店。
- 1995年（平成7年）4月1日 自動車部高萩・磯原営業所（後に高萩営業所に統合）を株式会社でんてつオーシャンバスに分離。
- 1996年（平成8年）
  - 10月16日 自動車部神峰営業所を株式会社日立中央バスに分離。
  - 電鉄プラザが主力事業だった食料品販売業から撤退し、日立ライフへ譲渡。その後、多賀店を除くすべての店舗が閉店する。
- 1999年（平成11年）6月1日 本社自動車部分離、日立中央バス、でんてつオーシャンバスを統合、株式会社日立電鉄バス発足。
- 2001年（平成13年）10月 電鉄プラザが日立電鉄サービスに営業権を譲渡し、事実上の廃業。
- 2005年（平成17年）
  - 4月1日 鉄道事業廃止。日立電鉄バスが代替バスの運行を開始。
  - 10月1日 日立電鉄バス、日立電鉄観光、日立電鉄サービスを統合し日立電鉄交通サービス株式会社に社名変更。日立電鉄は日立電鉄交通サービスの持株会社となる。
  - 12月24日 日立電鉄交通サービスが電鉄プラザ多賀店を閉店し、商業施設の運営から撤退。
- 2009年（平成21年）3月31日 解散。
- 2012年（平成24年）3月26日 清算結了。

## 路線
- 日立電鉄線 常北太田 - 鮎川 18.1km （2005年4月1日廃止）

## 廃止後の動き
廃止直前になっても廃止反対の運動や活動は継続された。廃止後には復活の運動や活動が開始され、「日立電鉄線維持存続をもとめる高校生徒会連絡会」は「日立市〜常陸太田市間の鉄道の復活を求める高校生徒会連絡会」と名称変更し、高校生の通学など交通手段の確保のため鉄道の復活を支援する応援団や事業者を募集していた。
在籍していた乗務員の半分（11人）は、つくばエクスプレスを運営する首都圏新都市鉄道に移籍した。

## 日立電鉄の路線跡の利用
線路跡のうち、河原子 - 久慈浜間はひたちBRTのバス専用道に転用されている。

## グループ企業
- 日立電鉄交通サービス - 2019年5月に茨城交通と合併。
- 日立電鉄タクシー - 2019年5月に茨城交通の子会社となり、電鉄タクシーに社名変更。その後2023年4月に茨城交通と合併。